# Saint-Alban-de-Montbel
Saint-Alban-de-Montbel ist eine französische Gemeinde mit 685 Einwohnern (Stand: 1. Januar 2022) im Département Savoie in der Region Auvergne-Rhône-Alpes. Sie gehört zum Kanton Le Pont-de-Beauvoisin im Arrondissement Chambéry und ist Mitglied im Gemeindeverband Le Lac d’Aiguebelette. Die Einwohner werden Saint-Albanais genannt.

## Geographie
Saint-Alban-de-Montbel liegt etwa 13 Kilometer westsüdwestlich von Chambéry am Lac d’Aiguebelette. Nachbargemeinden von Saint-Alban-de-Montbel sind Novalaise im Norden, Aiguebelette-le-Lac im Osten, Lépin-le-Lac im Süden, La Bridoire im Südwesten sowie Dullin im Westen.

## Bevölkerungsentwicklung
| Jahr                       | 1962 | 1968 | 1975 | 1982 | 1990 | 1999 | 2006 | 2013 |
| -------------------------- | ---- | ---- | ---- | ---- | ---- | ---- | ---- | ---- |
| Einwohner                  | 186  | 216  | 177  | 226  | 418  | 447  | 554  | 624  |
| Quellen: Cassini und INSEE |      |      |      |      |      |      |      |      |

## Sehenswürdigkeiten
- Kirche Saint-Alban aus dem 19. Jahrhundert
- Kapelle

## Persönlichkeiten
- François Cachoud (1866–1943), Maler

## Weblinks

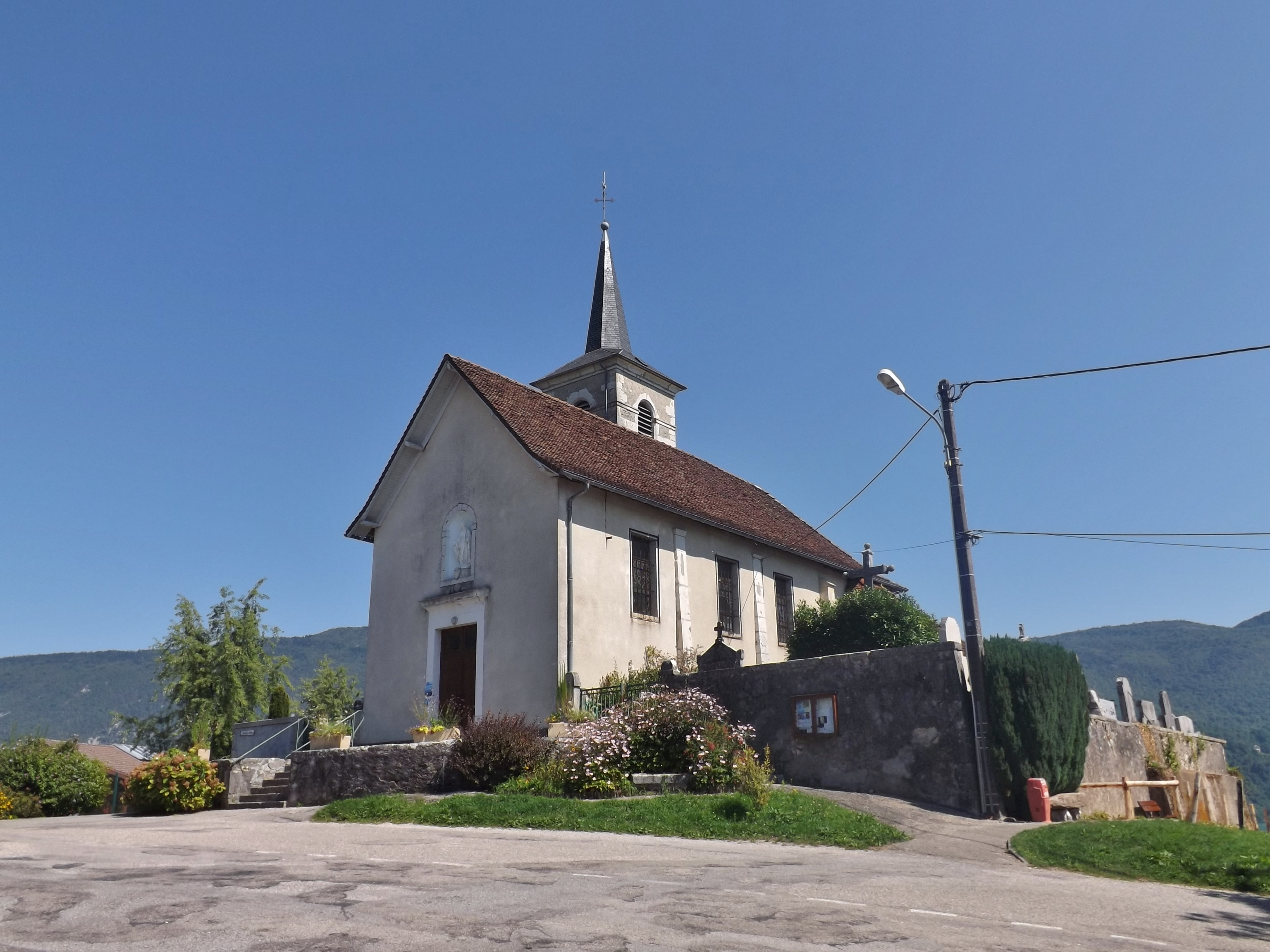
Kirche Saint-Alban